# San Antonio de Cortés
San Antonio de Cortés is een gemeente (gemeentecode 0507) in het departement Cortés in Honduras.
De hoofdplaats ligt aan de Ulúa. Dit dorp heette eerst Talpetate. Dit betekent "Mat van stenen". Het hoorde bij de gemeente Trinidad in Santa Bárbara.
In 1837 werd het een zelfstandige gemeente. Het kon zich echter als zodanig niet handhaven. Daarom werd het bij de niet meer bestaande gemeente Yojoa gevoegd. In 1841 werd het dan toch een gemeente, met de naam Talpetate. In 1899 werd de naam veranderd in San Antonio de Cortés.

## Bevolking
De bevolking is als volgt verdeeld:
| Vrouwen | 10.918 | 48,8% |
| Mannen  | 11.468 | 51,2% |

## Dorpen
De gemeente bestaat uit 23 dorpen (aldea), waarvan de grootste qua inwoneraantal: San Antonio de Cortés (code 050701) en El Aguacate (050703).